# Gavlen
Gavlen är en bergstopp i Antarktis. Den ligger i Östantarktis. Norge gör anspråk på området. Toppen på Gavlen är 2 519 meter över havet.
Terrängen runt Gavlen är varierad. Trakten är obefolkad. Det finns inga samhällen i närheten. 